# Aclastus karlukensis
Aclastus karlukensis là một loài tò vò trong họ Ichneumonidae.